# Шапел Монлижеон
Шапел Монлижеон (фр. Chapelle-Montligeon) насеље је и општина у северној Француској у региону Доња Нормандија, у департману Орн која припада префектури Мортањ о Перш.
По подацима из 2011. године у општини је живело 634 становника, а густина насељености је износила 76,11 становника/km². Општина се простире на површини од 8,33 km². Налази се на средњој надморској висини од 215 метара (максималној 232 m, а минималној 144 m).

## Демографија
| 1962. | 1968. | 1975. | 1982. | 1990. | 1999. | 2011. |
| ----- | ----- | ----- | ----- | ----- | ----- | ----- |
| 687   | 710   | 711   | 858   | 786   | 716   | 634   |

График промене броја становника у току последњих година